# 中華民國文化部
文化部是中華民國有關文化事務的最高主管機關，負責國家各項文化振興、藝術發展、出版相關業務，以及廣播影視產業的推廣輔導工作（監理業務另由國家通訊傳播委員會負責）。其前身為1981年成立的行政院文化建設委員會，2012年升格為部。

## 歷史
文化部的機關直接前身，是1981年成立的「行政院文化建設委員會」；但其同質機關的最早歷史，可追溯至1967年至1973年期間設置的「教育部文化局」。

### 文化局時期（1967年－1973年）
1965年，中華民國教育部已有籌設文化事務機關的構想。:268「文化局組織條例草案，政院專案小組通過，即可送立法院審議。據教育部有關負責人表示，文化局將掌理全國文化事宜，係隸屬教育部的一個機構，有獨立的預算和編制，該局組織條例草案中所列員額編制為四十至五十人。……」（《聯合報》，1966年11月21日:267）然而上述報導僅代表政府決策討論的其中一個面向；關於這一機構的預算及人員規模（文化司或文化局），甚或成立直屬行政院的一級單位（文化部），當時仍未有定論。:273
1967年6月，「教育部文化局組織條例草案」始送立法院審議；8月26日，立法院完成三讀。:26911月10日，「教育部文化局」在臺北市掛牌成立，王洪鈞為首任局長。:269文化局是中華民國第一個中央級別的文化事務專責機關，根據條例，首要業務為配合中華文化復興運動舉辦各類活動，其次是文學、音樂、美術、攝影、舞蹈及戲劇等各領域藝文活動，後續才是電影、廣播、電視等。:281
囿於彼時政治情勢，教育部文化局甫一成立便遭多方制肘。其中，業務涉及文化行政的相關單位多達12個，事權過度分散；黨、政、軍各股勢力的立場各異，加以相關法令仍未完備，致使文化事務推動窒礙難行。:2891973年5月，「組織條例」業已預備廢止。:2907月31日，教育部文化局被裁撤，廣播電視與電影事務主管機關（即該局第3業務單位）改組為行政院新聞局，部分文化藝術相關業務改隸教育部社會教育司。

### 文建會時期（1981年－2012年）
1981年11月11日，行政院於臺北市中正區愛國東路100號（大孝大樓）成立「行政院文化建設委員會 」（簡稱「文建會」），當時主要任務為提供藝文工作者和團體的補助與獎勵。
1993年，聲樂家申學庸接任文建會主委，文建會的文化政策進入轉型期，包括公共藝術設置計畫、成立國家文化藝術基金會、建立國立文化藝術機構、發展地方性的藝術季（全國文藝季）與國際小型展演活動等等。
1999年，因台灣省政府功能業務與組織調整，臺灣省政府文化處併入文建會為「行政院文化建設委員會中部辦公室」；文化處所屬「臺灣省立交響樂團」、「臺灣省立台中圖書館」、「臺灣省立博物館」、「臺灣省立美術館」、「臺灣省立歷史博物館籌備處」及建設廳所屬「臺灣省手工業研究所」隨同改隸文建會，並分別更名為「國立臺灣交響樂團」、「國立臺中圖書館」、「國立臺灣博物館」、「國立臺灣美術館」、「國立臺灣歷史博物館籌備處」、「國立臺灣工藝研究所」。國立臺中圖書館自2008年8月改隸教育部。
2001年8月，文建會遷至臺北市中正區北平東路30之1號（匯泰大樓）。
陳水扁政府時期，2008年2月，由王拓接任文建會主委，致力於促成「文化觀光部」。
2011年6月29日，因應行政院組織再造規劃，總統令公布《文化部組織法》和文化部各所屬機關組織法。

### 升格文化部（2012年至今）
2012年5月20日，文建會升格為「文化部」，並於5月21日正式掛牌成立，本部設於文建會原址；除了原有的文化行政與推廣事務外，亦統一接手原行政院新聞局及行政院研究發展考核委員會主管的廣播電視、電影與中華民國政府出版品事務；也是中華民國政府遷臺後第一個新組成的部。
2013年3月25日，文化部宣布啟動藝術銀行，藝術銀行政策交由國立臺灣美術館執行。5月23日，文化部舉行「5年5億紀錄片行動計畫─臺灣影視新亮點」記者會，邀請2013年以《少年PI的奇幻漂流》獲得奧斯卡最佳導演獎的李安為臺灣紀錄片發聲，計畫於2014年開始實行。
2014年1月16日，文化部本部與相關所屬機關搬遷至新北市新莊副都心的行政院新莊聯合辦公大樓。4月7日，文化部成立行政法人國家表演藝術中心，先將原教育部監督之行政法人國立中正文化中心（今國家兩廳院）納入管理，隸屬文化部衛武營藝術文化中心籌備處的衛武營國家藝術文化中心則待完工後才納入管理；原隸屬臺中市政府文化局的臺中大都會歌劇院（今臺中國家歌劇院），2016年國有化的法定程序完成後已納入管理。4月13日，文化部藝術銀行在臺中市西區自由路一段150號開幕，收藏作品只租不賣。
2017年9月15日，文化部在蒙藏委員會原址成立蒙藏文化中心，承接蒙藏委員會文化相關業務。
2019年11月8日，行政法人文化內容策進院揭牌成立。
2020年5月19日，財團法人國家電影中心改制為行政法人國家電影及視聽文化中心。
2021年4月20日，由國立臺灣美術館負責的國家攝影文化中心成立，臺北館設於原大阪商船株式會社臺北支店。5月11日，立法院三讀通過將國立臺灣文學館、國立臺灣歷史博物館從四級機關升為三級機關。
2023年10月20日，成立四級機關「國家漫畫博物館籌備處」，12月23日設於臺中刑務所建築群的國漫館東側基地正式開展。

### 圖集

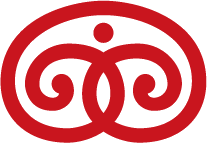
行政院文化建設委員會時期會徽
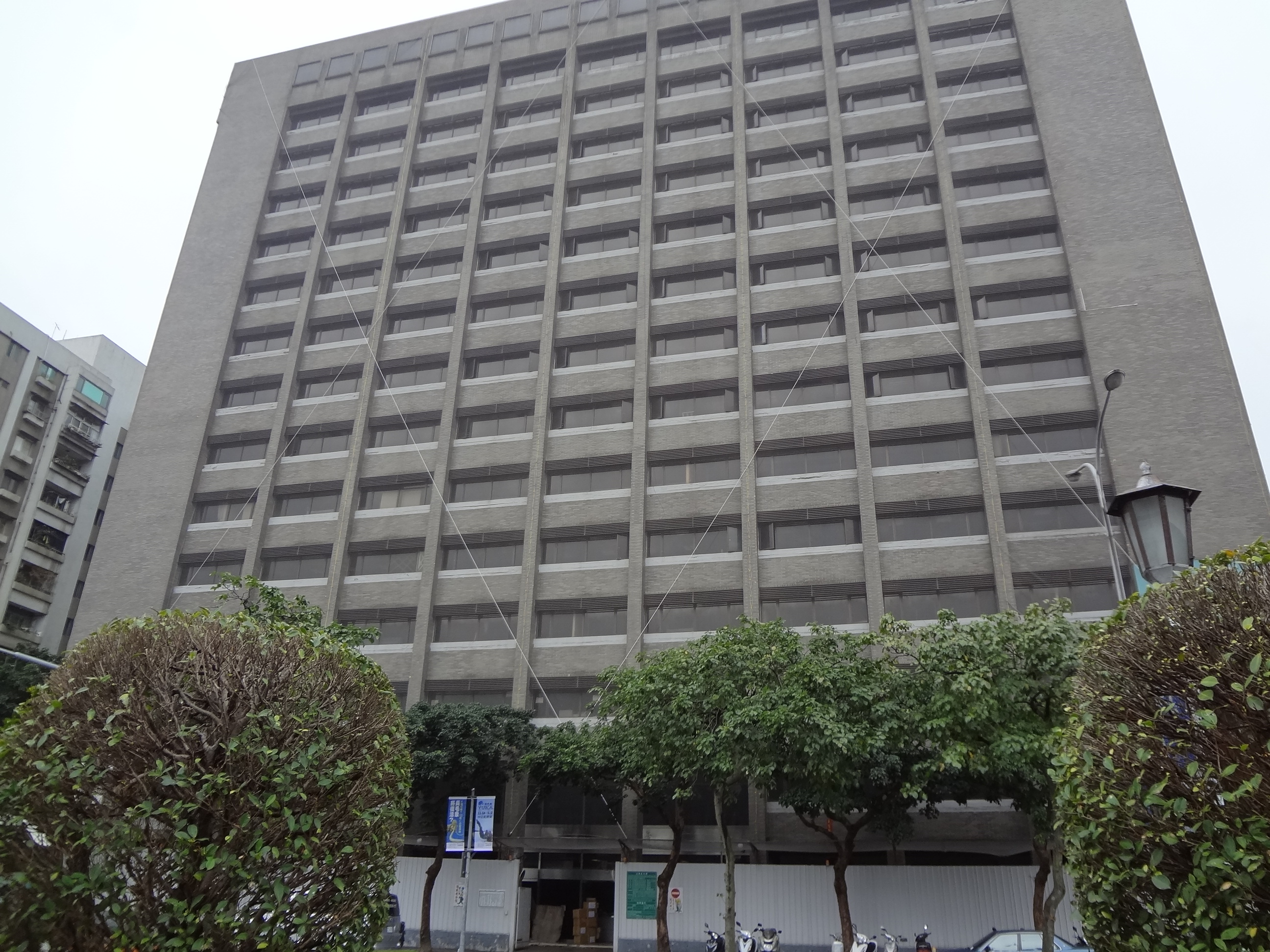
文建會初成立時設於大孝大樓
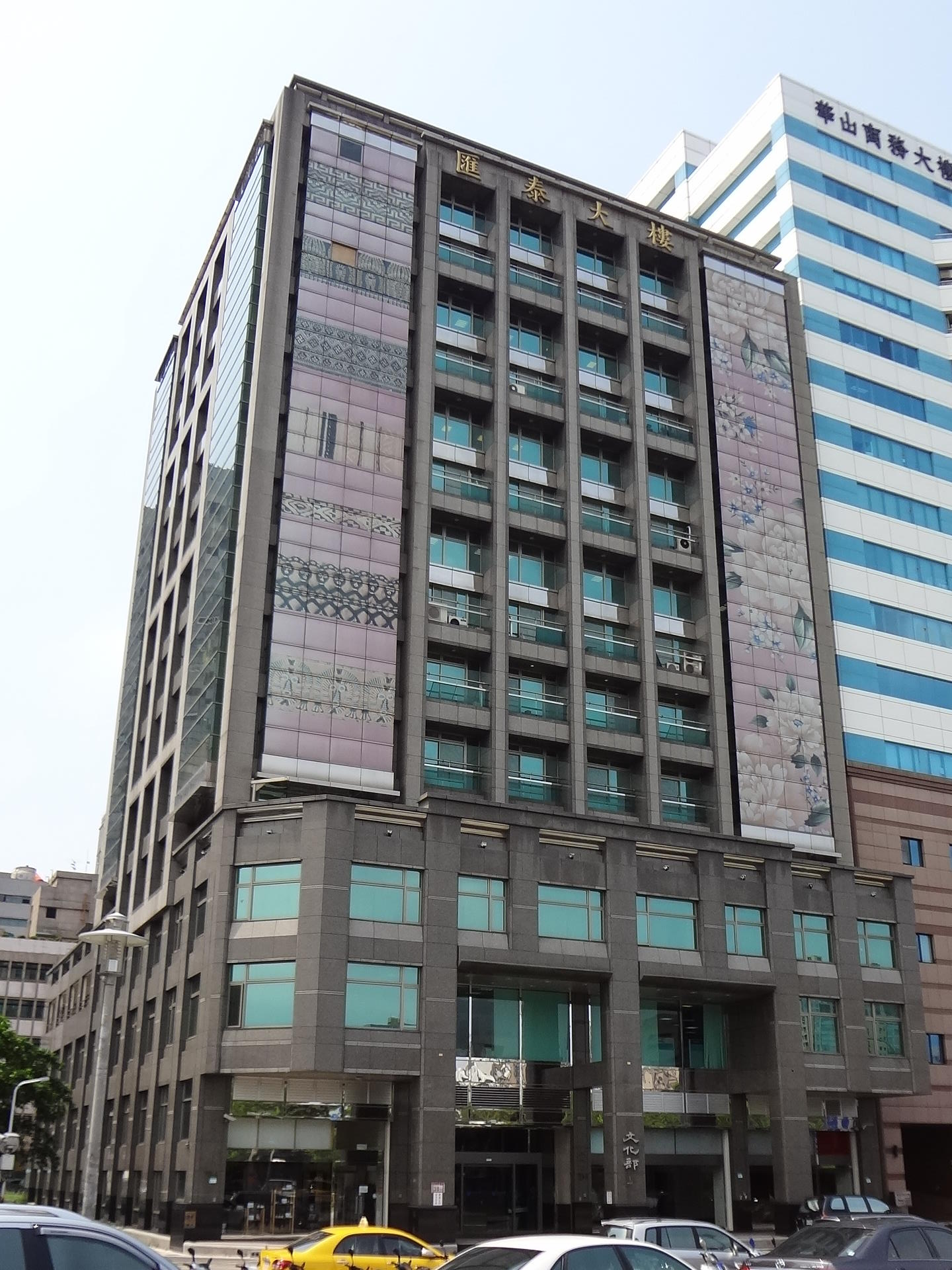
2012年至2014年的文化部部址匯泰大樓

## 歷任首長
| 任別                          | 圖片              | 姓名              | 政黨              | 就職時間          | 卸任時間                       | 領域出身                                                                               |                   |                   |                   |                   |                   |
| 教育部文化局 局長             | 教育部文化局 局長 | 教育部文化局 局長 | 教育部文化局 局長 | 教育部文化局 局長 | 教育部文化局 局長              | 教育部文化局 局長                                                                      | 教育部文化局 局長 | 教育部文化局 局長 | 教育部文化局 局長 | 教育部文化局 局長 | 教育部文化局 局長 |
| ----------------------------- | ----------------- | ----------------- | ----------------- | ----------------- | ------------------------------ | -------------------------------------------------------------------------------------- | ----------------- | ----------------- | ----------------- | ----------------- | ----------------- |
| 1                             |                   | 王洪鈞            | 無黨籍            | 1968年12月        | 1975年10月                     | 新聞學者                                                                               |                   |                   |                   |                   |                   |
| 行政院文化建設委員會 主任委員 |                   |                   |                   |                   |                                |                                                                                        |                   |                   |                   |                   |                   |
| 1                             |                   | 陳奇祿            | 無黨籍            | 1981年11月11日    | 1988年7月26日                  | 人類學家、中研院院士                                                                   |                   |                   |                   |                   |                   |
| 2                             |                   | 郭為藩            | 中國國民黨        | 1988年7月27日     | 1993年2月26日                  | 教育學家                                                                               |                   |                   |                   |                   |                   |
| 3                             |                   | 申學庸            | 中國國民黨        | 1993年2月27日     | 1994年12月14日                 | 聲樂家、音樂教育家                                                                     |                   |                   |                   |                   |                   |
| 4                             |                   | 鄭淑敏            | 無黨籍            | 1994年12月15日    | 1996年6月9日                   | 中視董事長、 華視企劃室經理                                                            |                   |                   |                   |                   |                   |
| 5                             |                   | 林澄枝            | 中國國民黨        | 1996年6月10日     | 2000年5月19日                  | 教育家、國民大會代表                                                                   |                   |                   |                   |                   |                   |
| 6                             |                   | 陳郁秀            | 民主進步黨        | 2000年5月20日     | 2004年5月19日                  | 鋼琴、音樂教育家                                                                       |                   |                   |                   |                   |                   |
| 7                             |                   | 陳其南            | 民主進步黨        | 2004年5月20日     | 2006年1月24日                  | 人類學家                                                                               |                   |                   |                   |                   |                   |
| 8                             |                   | 邱坤良            | 無黨籍            | 2006年1月25日     | 2007年5月20日                  | 文學家、戲劇學家                                                                       |                   |                   |                   |                   |                   |
| 9                             |                   | 翁金珠            | 民主進步黨        | 2007年5月21日     | 2008年1月31日                  | 立法委員、彰化縣長                                                                     |                   |                   |                   |                   |                   |
| 10                            |                   | 王拓              | 民主進步黨        | 2008年2月1日      | 2008年5月19日                  | 鄉土文學家、立法委員                                                                   |                   |                   |                   |                   |                   |
| 11                            |                   | 黃碧端            | 無黨籍            | 2008年5月20日     | 2009年11月15日                 | 英美文學家、教育家                                                                     |                   |                   |                   |                   |                   |
| 12                            |                   | 盛治仁            | 無黨籍            | 2009年11月16日    | 2011年11月27日                 | 政治學家、政治評論家                                                                   |                   |                   |                   |                   |                   |
| 13                            |                   | 曾志朗            | 無黨籍            | 2011年11月28日    | 2012年2月5日                   | 心理學家、教育部長                                                                     |                   |                   |                   |                   |                   |
| 代理                          |                   | 林金田            | 無黨籍            | 2012年2月6日      | 2012年2月14日                  | 副主委代理，畫家兼東海大學教授                                                         |                   |                   |                   |                   |                   |
| 14                            |                   | 龍應台            | 無黨籍            | 2012年2月15日     | 2012年5月19日                  | 英美文學家、作家                                                                       |                   |                   |                   |                   |                   |
| 文化部 部長                   |                   |                   |                   |                   |                                |                                                                                        |                   |                   |                   |                   |                   |
| 1                             |                   | 龍應台            | 無黨籍            | 2012年5月20日     | 2014年12月8日                  | 英美文學家、作家                                                                       |                   |                   |                   |                   |                   |
| 代理                          |                   | 洪孟啟            | 無黨籍            | 2014年12月8日     | 2015年1月25日                  | 政務次長代理                                                                           |                   |                   |                   |                   |                   |
| 2                             | 2015年1月26日     | 洪孟啟            | 無黨籍            | 2016年5月20日     | 政務次長代理真除和法學、史學家 |                                                                                        |                   |                   |                   |                   |                   |
| 3                             |                   | 鄭麗君            | 民主進步黨        | 2016年5月20日     | 2020年5月19日                  | 曾任立法委員、青輔會主委、最長任期的文化部部長，現任行政院副院長                       |                   |                   |                   |                   |                   |
| 4                             |                   | 李永得            | 民主進步黨        | 2020年5月20日     | 2023年1月30日                  | 曾任公共電視總經理、高雄市副市長、客委會主委、行政院政務委員 現任中央社董事長          |                   |                   |                   |                   |                   |
| 5                             |                   | 史哲              | 民主進步黨        | 2023年1月31日     | 2024年5月20日                  | 曾任行政院勞工委員會勞工保險局總經理、高雄市政府文化局局長、高雄市副市長，現任政務委員 |                   |                   |                   |                   |                   |
| 6                             |                   | 李遠              | 無黨籍            | 2024年5月20日     | 現任                           | 作家、編劇、影視工作者，筆名小野                                                       |                   |                   |                   |                   |                   |

## 組織
- 部長
  - 次長（政務次長兩名，比照簡任第十四職等；常務次長一名，列簡任第十四職等）
    - 主任秘書（一名，列簡任第十二職等同司處長）

### 部內單位
| 業務單位 - 綜合規劃司 - 文化資源司 - 文創發展司 - 影視及流行音樂發展司：由文建會與新聞局相關業務整併，主管影音事務政策及法規 - 人文及出版司：由新聞局與研考會出版業務單位整併，並負責辦理行政院文化獎與金鼎獎 - 藝術發展司 - 文化交流司 輔助單位 - 秘書處 - 人事處 - 政風處 - 主計處 - 資訊處 派出單位 - 蒙藏文化中心 任務編組 - 法規委員會 | 駐外文化單位 - 駐美國代表處臺灣書院（Taiwan Academy of the Taipei Economic and Cultural Representative Office in the U.S.） - 駐洛杉磯辦事處臺灣書院（Taiwan Academy Taipei Economic and Cultural Office in Los Angeles） - 駐休士頓辦事處臺灣書院（Taiwan Academy Taipei Economic and Cultural Office in Houston） - 駐紐約辦事處臺北文化中心（Taipei Cultural Center in New York） - 駐日本代表處臺灣文化中心（台北駐日経済文化代表処台湾文化センター） - 駐香港辦事處新聞文化組（光華新聞文化中心，） - 駐馬來西亞代表處文化組（Cultural Division, Taipei Economic and Cultural Office in Malaysia） - 駐泰國代表處文化組（Cultural Division, Taipei Economic and Cultural Office in Thailand） - 駐印度代表處文化組（Cultural Division, Taipei Economic and Cultural Center in India） - 駐雪梨辦事處文化組（Cultural Division, Taipei Economic and Cultural Center in Sydney） - 駐西班牙代表處文化組（Oficina Económica y Cultural de Taipei, Madrid, España） - 駐英國代表處文化組（Cultural Division, Taipei Representative Office in the U.K.） - 駐德國代表處文化組（Taipeh Vertretung in der BRD） - 駐義大利代表處文化組（Cultural Division of Taipei Representative Office in Italy） - 駐法國代表處臺灣文化中心（Centre Culturel de Taiwan à Paris） - 駐捷克代表處文化組（Cultural Division, Taipei Economic and Cultural Office, Prague） - 駐俄羅斯代表處（Cultural Division of the Taipei-Moscow Economic and Cultural Coordination Commission） |

### 附屬機關（機構）
| 附屬三級機關 - 文化資產局 - 影視及流行音樂產業局 附屬三級機構 - 國立國父紀念館 - 國立中正紀念堂管理處 - 國家人權博物館 - 國立歷史博物館 - 國立臺灣博物館 - 國立臺灣史前文化博物館 - 國立臺灣美術館 - 國立臺灣工藝研究發展中心 - 國立傳統藝術中心 - 國立臺灣文學館 - 國立臺灣歷史博物館 | 附屬四級機構 - 文化部直屬 - 國立臺灣交響樂團 - 國家鐵道博物館籌備處 - 國家漫畫博物館籌備處 - 國家兒童未來館籌備處 - 台南國家美術館籌備處（未來朝行政法人籌設） - 國立臺灣美術館管理 - 國立新竹生活美學館 - 國立彰化生活美學館 - 國立臺南生活美學館 - 國立臺東生活美學館 |

### 監督及公設法人機構
監督之行政法人機構
- 國家電影及視聽文化中心（行政法人機構）
- 國家表演藝術中心（行政法人機構，下轄國家兩廳院、臺中國家歌劇院、衛武營國家藝術文化中心）
- 文化內容策進院（行政法人機構）

公設文化影視事業財團法人機構
- 國家文化藝術基金會
- 文化臺灣基金會
- 蒙藏基金會
- 臺灣美術基金會
- 臺灣生活美學基金會
- 臺灣博物館文教基金會
- 臺法文化教育基金會
- 公共電視文化事業基金會
- 中央廣播電臺
- 中央通訊社
- 中華民國電影事業發展基金會

### 所屬園區
- 華山1914文化創意產業園區（臺北市中正區）
- 文化部文化資產園區（臺中市南區；文化部文化資產局局址）
- 嘉義文化創意產業園區（嘉義市西區）
- 臺南文化創意產業園區（臺南市東區）
- 花蓮文化創意產業園區（花蓮縣花蓮市）